# Charles Casali
Charles Casali (ur. 27 kwietnia 1923 – zm. 8 stycznia 2014) – piłkarz szwajcarski grający na pozycji obrońcy. W swojej karierze rozegrał 18 meczów w reprezentacji Szwajcarii, w których strzelił 1 gola.

## Kariera klubowa
W swojej karierze piłkarskiej Casali występował w klubie BSC Young Boys. Wraz z Young Boys czterokrotnie był mistrzem kraju w sezonach 1956/1957, 1957/1958, 1958/1959 i 1959/1960. Zdobył też dwa Puchary Szwajcarii w sezonach 1952/1953 i 1957/1958.

## Kariera reprezentacyjna
W reprezentacji Szwajcarii Casali zadebiutował 15 października 1950 roku w wygranym 7:5 towarzyskim meczu z Holandią, rozegranym w Bazylei. W 1954 roku został powołany do kadry na mistrzostwa świata w Szwajcarii. Na nich wystąpił w trzech spotkaniach: z Włochami (2:1 i 4:1) oraz ćwierćfinale z Austrią (5:7). W kadrze narodowej od 1950 do 1956 roku rozegrał 18 meczów i strzelił 1 gola.